# Путевой дворец (Новгород)

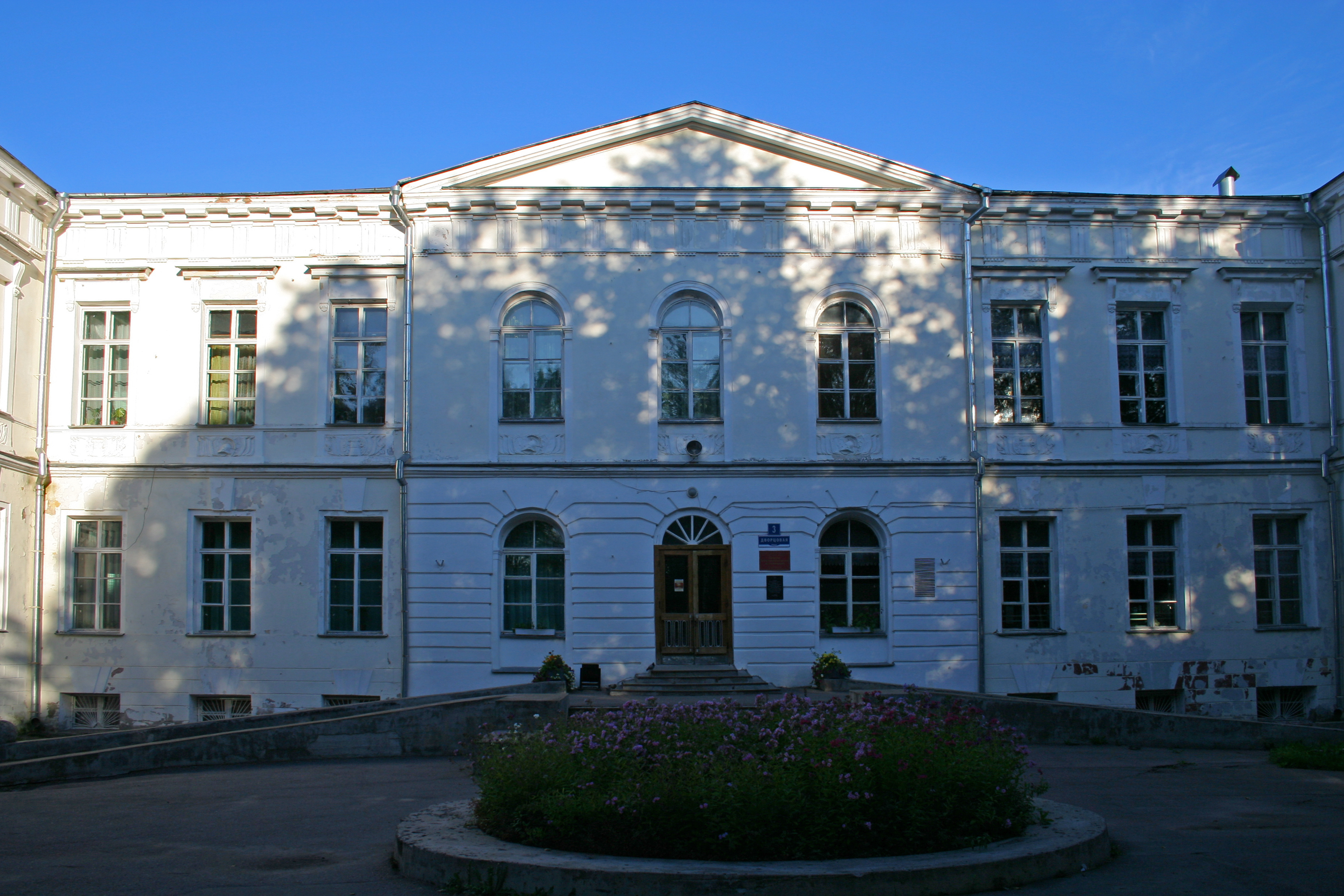
Фрагмент фасада бывшего Путевого дворца

Путевой дворец на Ярославовом Дворище Торговой стороны Великого Новгорода — один из путевых дворцов, построенных на пути из Петербурга в Москву по приказанию Екатерины II.

Дворец был выстроен в 1771 году, прототипом считается проект царского дворца в Смоленске. В архивных документах записано, что 
строение сие исполнено одновременно с бывшею тогда постройкою из Санкт-Петербурга в Москву каменной мостовой дороги... для удобства проезда императрицы в Москву, по случаю коронования.
В плане города отображён в 1778 году вместе со всем существовавшим ансамблем, который, кроме дворца включает в себя флигели. Композиция ансамбля представляет собой городскую усадьбу второй половины XVIII века. Дворец имеет выход в небольшой парк со стороны Волхова. Главный подъезд выходит на Дворцовую улицу (название происходит от Путевого дворца) через ворота ограды, соединяющей боковые флигели, с видом на церковь Иоанна на Опоках.
Из первоначальной проектной документации сохранились только обмерные чертежи, выполненные в начале XIX века, после наводнения 1807 года, когда некоторые стены, построенные на деревянных лежнях, были разрушены и дворец потребовалось восстанавливать.
Уже в начале XIX века дворец находился в запущенном состоянии, и в ожидании приезда нового генерал-губернатора, по инициативе Новгородского гражданского губернатора в апреле 1809 года составляются два проекта восстановления и реконструкции дворца и флигелей. Но проекты так и не были осуществлены — здание стало штабом одного из корпусов военных поселений, в большом количестве созданных на территории Новгородской губернии военным министром графом Аракчеевым.

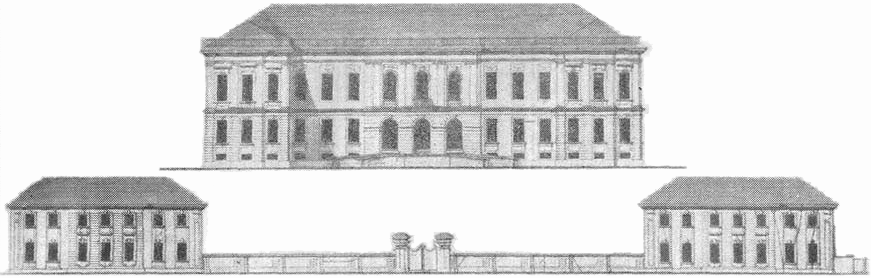
Фасады Путевого дворца и флигелей начала XIX века.

Через десять лет работы всё же были начаты, а с 1825 года реконструкцией дворца руководил известный архитектор В. П. Стасов. Сохранились чертежи, подписанные Стасовым (чертежи карниза, выполненного в дорическом ордере, усиления стропил, оконных переплётов и дверей, лестницы, перил и тамбура, чертёж лестничной клетки и тамбура — за 26 июня 1827 года). Для ограждения ансамбля дворца, по рисункам Стасова, была изготовлена чугунная ограда с накладными венками.
В здании дворца 2 (15) марта 1917 года солдаты 177-го запасного полка создали в Новгороде Совет солдатских депутатов, а 14 (27) апреля 1917 года здесь обосновался губернский Совет рабочих, солдатских и крестьянских депутатов. С апреля 1929 года в помещениях дворца размещался Дом Красной Армии, с 1962 года дом культуры носит имя Героя Советского Союза Н. Г. Васильева, который работал здесь директором с 1934 года, ныне центр культуры и досуга «ДК им. Васильева». Современный адрес: улица Дворцовая (дом 3, флигели — дом 1 и дом 5), на которую этот комплекс построек выходит своей восточной стороной. Южная сторона обращена к основному комплексу Ярославова Дворища, от которого он отделён аллеей, проходящей от возведённого в 1987 году Пешеходного моста через Волхов, на месте моста, существовавшего ещё со средневековья и известного тогда как Великий мост до января 1944 года. Западная сторона выходит к Волхову, на набережную Александра Невского.
В настоящее время в южном флигеле (Дворцовая, 1) находится гостиница.